# Nordhortane
Die Nordhortane (norwegisch für Nordfelsen) sind eine Gruppe von Nunatakkern im Wohlthatmassiv des ostantarktischen Königin-Maud-Lands. Sie ragen aus dem Horteflaket zwischen der Hoelfjella und den Petermannketten auf.
Wissenschaftler des Norwegischen Polarinstituts benannten sie.